# Mount Creak
Mount Creak ist ein 1240 m hoher, spitzer Gipfel im ostantarktischen Viktorialand. Er ragt in den Prince Albert Mountains unmittelbar nördlich des Shoulder Mountain aus dem südlichen Ende der Kirkwood Range auf.
Teilnehmer der britischen Discovery-Expedition (1901–1904) entdeckten ihn und benannten den Berg nach Ettrick William Creak (1835–1920), Director of Compasses der britischen Admiralität.